# Орган по аккредитации
Орган по аккредитации — полномочный орган, проводящий аккредитацию. Полномочия органа по аккредитации обычно исходят от правительства, но существуют и другие варианты. Например, полномочия органа по аккредитации могут исходить от законодательной власти через соответствующий закон. Ещё одним источником полномочий может быть регистрация устава организации, в котором непосредственно указана деятельность по аккредитации.
Правительственные органы по аккредитации для обеспечения независимости и незаинтересованности не должны исполнять никаких других функций (управления, надзора и т. п.) кроме аккредитации.

## Права органа по аккредитации
Для осуществления своих функций орган по аккредитации должен обладать необходимыми правами, основными из которых являются:
- право разработки политики по аккредитации;
- право надзора за реализацией принятой политики и процедур аккредитации;
- право предоставления и отзыва аккредитации;
- право осуществления инспекционного контроля (переосвидетельствования) объекта аккредитации;
- право заключения контракта на проведение аккредитации;
- право наделять полномочиями лиц, привлекаемых к работам по аккредитации.

## Обязанности органа по аккредитации
Орган по аккредитации должен быть беспристрастен и объективен в принятии решений об аккредитации. Для обеспечения этого органу по аккредитации запрещено осуществлять консультационную деятельность, а также заниматься деятельностью аналогичной деятельности, которой занимаются те органы, аккредитацию которых он проводит. Органу по аккредитации запрещено создавать дочерние организации, которые будут заниматься такой деятельностью, равно как быть дочерней организацией некоей крупной структуры.
Орган по аккредитации обязан обеспечить конфиденциальность информации, получаемой в процессе аккредитации.
Орган по аккредитации должен создать систему менеджмента и обеспечить её стабильное функционирование.

## Системы равноправной оценки
Для обеспечения уверенности в том, что орган по аккредитации осуществляет свою деятельность в полном соответствии с существующими требованиями (ИСО/МЭК 17011), он должен участвовать в системах равноправной оценки. Такие системы обеспечивают проверку со стороны иных органов по аккредитации. Наиболее известные системы равноправной оценки органов по аккредитации поддерживают две международные организации: ILAC (International Laboratory Accreditation Cooperation) и IAF (International Accreditation Forum). Практической реализацией этих систем (Многосторонних соглашений о признании) занимаются региональные объединения органов по аккредитации ЕА (European Accreditation), APLAC (Asian-Pacific Laboratory Accreditation Cooperation), IAAC (Inter American Accreditation Cooperation), SADCA (Southern African Development Community in Accreditation). В настоящее время начата работа по созданию регионального объединения органов по аккредитации ЕврАзЭС. Россия участвует в соглашениях ILAC и APLAC в лице органа по аккредитации AAC «Analitica», а также в EA и IAF в лице органа по аккредитации ООО «Промбезопасность».

## Государство и Орган по аккредитации
В отношении вопроса о том, сколько органов по аккредитации должно быть в стране существуют две точки зрения. Европейский союз считает, что должен реализовываться принцип — одна страна один орган по аккредитации. США, Канада, Япония и некоторые другие страны считают, что органов по аккредитации может быть сколько угодно и регулировать их количество должен рынок. В России в настоящее время существует один государственный орган по аккредитации (Федеральная служба по аккредитации). Одновременно продолжают свою деятельность негосударственные органы по аккредитации (ААЦ «Аналитика», Промбезопасность).